# بلبل سبز اپرت
بلبل سبز اپرت (نام علمی: Xanthomixis apperti) نام یک گونه از سرده بلبل‌های سبز است.